# Apareiodon vladii
Apareiodon vladii is een straalvinnige vissensoort uit de familie van de rotszalmen (Parodontidae). De wetenschappelijke naam van de soort is voor het eerst geldig gepubliceerd in 2006 door Pavanelli.